# Heterocidaris
Heterocidaridae
Famille
Genre
Heterocidaris est un genre fossile d'oursins de l'ordre des Cidaroida, le seul de la famille des Heterocidaridae.

## Caractéristiques
Ce sont des oursins réguliers : le test (coquille) est arrondi, avec le péristome (bouche) située au centre de la face orale (inférieure) et le périprocte (appareil contenant l'anus et les pores génitaux) à l'opposé, au sommet de la face aborale (supérieure).
Cette famille se distingue des autres cidaroïdes par ses paires de tubercules quasi-isométriques aux interambulacres.
Cette famille, très peu documentée, semble avoir été présente au Jurassique, en Europe.

## Liste des genres
- genre Heterocidaris Cotteau, 1860 †
  - espèce Heterocidaris wickensis † (selon Paleobiology Database (12 janvier 2021)[3]
  - espèce Heterocidaris trigeri Cotteau, 1860 † (selon l'Echinoid Directory[2])

## Publications originales
- Famille des Heterocidaridae :
  - (en) Mortensen, T. 1934 : « New Echinoidea. (Preliminary Notice) ». Videnskabelige Meddelelser fra Danks naturhistorisk Forening i Kobenhavn, vol. 98, p. 161-167.
- Genre Heterocidaris :
  - (fr) Cotteau, G. 1860 : « Tome X — Deuxième Partie - Échinide réguliers - Familles des Diadematidées et des Échinidées », Paléontologie française : description zoologique et géologique de tous les animaux mollusques et rayonnés fossiles de France : comprenant leur application à la reconnaissance des couches (lire en ligne).